# 尊神星
尊神星（238 Hypatia）是第238顆被人類發現的小行星，位于火星和木星之間的小行星帶。
尊神星以古希臘哲學家希帕蒂婭命名。
| 前一小行星： 小行星237 | 小行星列表 | 後一小行星： 小行星239 |